# Podgóry (Łebcz)
Podgóry (kaszb. Pòd Łebsczimi Górami, niem. Unterbergen) – część wsi Łebcz w Polsce, położona w województwie pomorskim, w powiecie puckim, w gminie Puck. Wchodzi w skład sołectwa Łebcz. 
W latach 1975–1998 Podgóry położone były w województwie gdańskim.